# Casal masia de la plaça Major
El Casal masia de la plaça Major és una obra de la Secuita (Tarragonès) inclosa a l'Inventari del Patrimoni Arquitectònic de Catalunya.

## Descripció
Gran casal amb estructura de masia, que presideix la Plaça Major fent angle amb el carrer Major. Té teulada a dues vessants, amb el carener perpendicular a la façana. A la planta baixa s'obren dues portes d'arc de mig punt, una amb dovelles de pedra. A la resta de la façana hi ha diverses finestres amb finestrons de fusta i un balcó amb barana de ferro forjat al primer pis; a les golfes hi ha una finestra quadrangular sota un petit ràfec. Per damunt del nivell de la teulada i una mica enretirat respecte de la façana s'hi enlaira un cos quadrangular amb una finestra d'arc de mig punt a cada cara.